# Pseudodiacantha
Pseudodiacantha är ett släkte av insekter. Pseudodiacantha ingår i familjen Diapheromeridae.
Kladogram enligt Catalogue of Life:
| Pseudodiacantha | \| \| Pseudodiacantha macklottii \| \| \| \| \| \| Pseudodiacantha zeuxis \| \| \| \| |
|                 | \| \| Pseudodiacantha macklottii \| \| \| \| \| \| Pseudodiacantha zeuxis \| \| \| \| |
|                 | Pseudodiacantha macklottii                                                            |
|                 |                                                                                       |
|                 | Pseudodiacantha zeuxis                                                                |
|                 |                                                                                       |